# Cefuroxima

Fórmulas esqueléticas de ambos os enantiômeros da cefuroxima.

Modelos de bola e bastão de ambos os enantiômeros de cefuroxima.

Cefuroxima é uma substância utilizada como medicamento pertencente ao grupo e sub-grupos:
- Medicamentos Anti-infecciosos
  - Antibacterianos
    - Cefalosporinas
      - Cefalosporinas de 2ª. Geração

Trata-se de uma cefalosporina de 2ª geração. Como todas as cefalosporinas é um antibiótico beta lactâmico.

## Indicações
A Cefuroxima está indicada nas infecções provocadas por microrganismos gram + e gram - susceptíveis, como por exemplo infecções urinárias, faringites, sinusites, infecções respiratórias, infecções da pele e tecidos moles, otite média e amigdalites.
Não têm actividade sobre enterococos e estafilococos resistentes à meticilina e Pseudomonas aeruginosa.
A cefuroxima é bastante activa contra o Haemophilus influenzae e Neisseria gonorrhoeae. Tem também actividade contra Haemophilus influenzae meningitis.

## Reacções adversas
- Aparelho digestivo – náuseas, vómitos e diarreia sobretudo com doses elevadas.
- Sangue – eosinofilia, agranulocitose e trombocitopenia ocorrem raramente.
- Fígado - alterações das enzimas hepáticas e icterícia colestática (raro).
- hipersensibilidade - pode provocar reacções de hipersensibilidade caracterizadas geralmente por erupções cutâneas, urticária, prurido, artralgias e por vezes, embora raramente, reacções anafilácticas.[1]

Nota: Cerca de 10% dos doentes com hipersensibilidade às penicilinas desenvolvem também reacções de hipersensibilidade às cefalosporinas.
- Hemorragias - as cefalosporinas que na sua fórmula molecular contêm o grupo químico tetrazoltiometil aumentam o risco de desenvolvimento de efeitos hemorrágicos (hipoprotrombinemia) e reacções tipo dissulfiram.

## Contra indicações e precauções
- em doentes com história de hipersensibilidade às penicilinas.
- em doentes com insuficiência renal, deve ser reduzida a posologia.

## Interacções
Não deve ser administrada concomitantemente com probenecida porque esta substância inibe competitivamente a secreção tubular das cefalosporinas, podendo causar um aumento significativo das suas concentrações séricas.
A cefuroxima sódica é incompatível com aminoglicosídeos.
Não deve ser administrada a doentes com porfiria.

## Farmacocinética
- A cefuroxima axetil é absorvida no trato gastro-intestinal e transformada em cefuroxima.
- A Cefuroxima atravessa a barreira placentária e aparece em pequenas doses no leite materno.
- A Cefuroxima pode ser eliminada através de hemodiálise.

## Excreção
A Cefuroxima é eliminada pela urina. (a grande maioria sobre a forma intacta de Cefuroxima)

## Classificação
- MSRM
- ATC - J01DA06
- CAS -
  - Cefuroxima - 55268-75-2
  - Cefuroxima sódica - 56238-63-2
  - Cefuroxima axetil - 64544-07-6

## Fórmula molecular
- - Cefuroxima

C16H16N4O8S
- - Cefuroxima sódica

 C16H15N4NaO8S
- - Cefuroxima axetil

 C20H22N4O10S

## Nomes comerciais
| NOME DO MEDICAMENTO | PAÍSES ONDE É COMERCIALIZADO |
| Anaptivan           | Grécia |
| Anikef              | Hong Kong |
| Axetine             | Hong Kong, Tailândia |
| Biociclin           | Itália |
| Biofurex            | Itália |
| Cefamar             | Tailândia |
| Ceflour             | Malásia |
| Ceflux              | Argentina |
| Cefofix             | Portugal |
| Cefogen             | Tailândia |
| Cefogram            | Argentina |
| Cefoprim            | Grécia, Itália |
| Ceftin              | Canadá, Estados Unidos da América |
| Cefudura            | Alemanha |
| Cefuhexal           | Alemanha |
| Cefumax             | Itália |
| Cefur               | Itália |
| Cefuracet           | México |
| Cefurax             | Alemanha |
| Cefurex             | Itália |
| Cefurim             | Tailândia |
| Cefurin             | Itália |
| Cefuro-Puren        | Alemanha |
| Cefurox             | Argentina |
| Cefurox-Wolff       | Alemanha |
| Cepazine            | França |
| Curocef             | Áustria, Chile |
| Cerofene            | Grécia |
| Ceroxim             | Hungria |
| Ceruxim             | Grécia |
| Cetoxil             | México |
| Cexim               | Hungria |
| Cipofix             | África do Sul |
| Colifossim          | Itália |
| Cupax               | Grécia |
| Curoxim             | Itália |
| Curoxima            | Espanha |
| Curoxime            | Portugal |
| Deltacef            | Itália |
| Deltrox             | Argentina |
| Duxima              | Itália |
| Ecoline             | Grécia |
| Elobact             | Alemanha |
| Feacef              | Grécia |
| Foucacillin         | Grécia |
| Fredyr              | Grécia |
| Froxal              | México |
| Fucerox             | México |
| Furaxil             | Grécia |
| Furoxim             | Áustria |
| Furoxime            | Tailândia |
| Kefurox             | Bélgica, Canadá |
| Galemin             | Grécia |
| Genephoxal          | Grécia |
| Gonif               | Grécia |
| Interbion           | Grécia |
| Intracef            | África do Sul |
| Ipacef              | Itália |
| Itorex              | Itália |
| Kefox               | Itália |
| Kefurim             | Israel |
| Kesint              | Itália |
| Lafurex             | Itália |
| Lemoxin             | México |
| Lifurom             | África do Sul |
| Lifurox             | Espanha |
| Ligramex            | Argentina |
| Magnaspor           | Tailândia |
| Medoxem             | Grécia |
| Mevecan             | Grécia |
| Mosalan             | Grécia |
| Mosalan-Oral        | Grécia |
| Nelabocin           | Grécia |
| Nipogalin           | Grécia |
| Nivador             | Espanha |
| Normafenac          | Grécia |
| Novador             | México |
| Oraxim              | Itália |
| Receant             | Grécia |
| Sedopan             | Grécia |
| Selan               | Espanha |
| Shincef             | Singapura |
| Supacef             | Índia |
| Supero              | Itália |
| Tilexim             | Itália |
| Vekfazolin          | Grécia |
| Ximaken             | México |
| Xorim               | Hungria |
| Zetagal             | Grécia |
| Zilisten            | Grécia |
| Zinacef             | África do Sul, Alemanha, Bélgica, Brasil, Canadá, Dinamarca, Estados Unidos da América, Finlândia, Grécia, Hong Kong, Hungria, Inglaterra, Irlanda, Israel, Malásia, Noruega, Nova ZelândiaPaíses Baixos, Singapura, Suécia, Suíça, Tailândia    |
| Zinadol             | Grécia |
| Zinnat              | África do Sul, Alemanha, Austrália, Áustria, Bélgica, Brasil, Chile, Dinamarca, Espanha, Finlândia, França, Hong Kong, Hungria, Inglaterra, Irlanda, Israel, Itália, Malásia, México, Nova Zelândia, Países Baixos, Singapura, Suécia, Tailândia |
| Zinocep             | Itália |
| Zipos               | Portugal |
| Zoref               | Itália, Portugal |
| Yokel               | Grécia |